# 山瀬理桜
山瀬 理桜（やませ りお、1974年1月31日 - ）は、日本のハルダンゲルヴァイオリニスト、ヴァイオリニスト、作曲・編曲家。関西学院大学非常勤講師。リオン音楽学院（旧・諏訪山音楽学院）主宰。称号はノルウェー王国のナイト。
日本ハルダンゲルクラブ理事長。Good-will ambassador of Hardanger（ハルダンゲル親善大使）。吉本興業所属。

## 略歴
マレーシア・クアラルンプール生まれ。兵庫県立西宮高等学校音楽科から、桐朋学園大学演奏学科ヴァイオリン科に進学。ヴァイオリンを故江藤俊哉に、ハルダンゲルヴァイオリンを故ハールバル・クヴォーレに師事。
1992年より国内外のオーケストラと共演、ノルウェーのムンク美術館内ホール等、日本と北欧でコンサートツアーを開始。NHK出演や、朝日新聞「天声人語」、日本経済新聞の文化面等各マスメディアに紹介され、北欧のメディアでも常にエンターテイメント情報のトップで取り上げられる。
宮崎駿監督の短編アニメ「水グモもんもん」の音楽監督（作曲/演奏）を担当し、スタジオジブリ作品「ゲド戦記」にも演奏参加。ビクターエンタテインメントより「ゴールデン・オーロラ」「クリスタル・ローズ・ガーデン」「フィヨルドの愛の唄」等CD多数リリース。
メジャーデビュー10年目の記念年になる2014年からは、出生地でもあるマレーシアでのコンサート活動も開始。マレーシア上場企業やYAMAHA Malaysia、馬在ノルウェー王国大使館、馬在日本大使館主催の式典やイベントにゲストアーティストとして出演し、その様子は大手英字新聞「Star」や「光明日報」等に大きく掲載された。
2018年、ノルウェーの作曲家グリーグの誕生日でもある6月15日に、ハルダンゲル自治区から「Good-will ambassador of Hardanger（ハルダンゲル親善大使）」に任命される。
2023年、民俗音楽と文化に関する知識を日本に伝える活動などが評価され、ノルウェー王国功労勲章を受勲した。山瀬はこの受勲について「『ムンクの叫び』のような感じで驚いています」と同国の画家、エドヴァルド・ムンクの世界的名作に例えて喜びを表現した。

## 人物
愛猫家であり、ノルウェージャンフォレストキャットと暮らしている。リオン君、るぅちゃん、タケちゃんの3匹で、2017年2月18日発行の「音楽の友」特集記事「音楽とねこ」でグラビアデビューしている。この写真は、翌年の「音楽の友」付録カレンダーにも使用された。

## 親族
- 曾祖父：山瀬幸人（第1回衆議院議員、国会開設請願運動に奔走し山陰義塾を創立）

## 映画・MV
- 宮崎駿監督短編アニメ「水グモもんもん」音楽監督（作曲＆演奏）（2006年公開）[12]
- スタジオジブリ「ゲド戦記」ハルダンゲル ヴァイオリン演奏参加（2006年公開）
- スカンジナビア政府観光局制作「スカンジナビアPV」音楽制作（作曲＆演奏）（2009年）
- セキスイハイム40周年記念CMテーマ曲を、ヴァイオリンソロ演奏参加（2010年）
- 石原慎太郎原作、映画「青木が原」テーマ曲、ハルダンゲル ヴァイオリンソロ演奏参加（2013年公開）

## コンサート
- 「ムンク美術館内ホール　山瀬姉妹コンサート」（1998〜2004年）
- 「ふれあいファミリーコンサート」湘南朝日新聞社主催（2004、05年）
- 「日本・ノルウェー修好100周年記念コンサート」（2005年）
- 愛・地球博「Twilight Concert」（2005年）
- 国際文化紹介事業「ノルウェー音楽に親しむ」札幌市清田区主催（2006年）
- グリーグメモリアル「北欧からのおくりもの」ツアー（2007年）
- 「のじぎくコンサート」兵庫県主催（2008年）
- 「ムンク展特別コンサート」兵庫県立美術館／産経新聞社主催（2008年）
- ノルウェー在 日本大使館主催「山瀬理桜コンサート」多数
- 在 ノルウェー王国大使館主催「山瀬理桜コンサート」多数
- 帝国ホテルクリスマス ディナー&コンサート（2009年）
- ミューザ川崎主催「山瀬理桜」コンサート（2011年）
- ヤマハ企画の日本国内やイタリア大使館共同企画のコンサートに多数出演。
- 宗次ホール主催「北欧のクリスマス」コンサート（2011年）
- 東京會舘90周年記念サロンコンサート「山瀬理桜　オーロラの愛の調べ」（2012年）
- 東京會舘サロンコンサート「山瀬理桜　北欧　白夜の愛の唄」（2013年）
- 新宿文化センター主催「山瀬理桜ヴァイオリン＆ハルダンゲルヴァイオリン コンサート」（2014年）
- Warai Mirai Fes 2023～Road to EXPO 2025～「体感してみよう！ 子供から大人までみんなで楽しむピアノの先祖【フォルテピアノ】×北欧から幸せを運ぶ【ハルダンゲルヴァイオリン】の世界」（2023年）
- 井の頭自然文化園内動物園 彫刻館「秋の夜空のオーロラコンサート〜北欧から幸せを運ぶハルダンゲルヴァイオリンの調べ」（2023年）

## チャリティーコンサート
- ドイツ国際平和村「チャリティーコンサート」東ちづる主催（2005年）
- 埼玉県障害者交流センター「山瀬理桜チャリティーコンサート」（2006年）
- 命・きずなの日記念祭「山瀬理桜ハートフルコンサート」（2007年）
- 三菱商事主催「ムンク美術館」チャリティーコンサート（2007年）
- 生け花インターナショナル主催「生け花インターナショナルフェア2011」（2011年）
- 産経新聞厚生文化事業「チャリティーコンサート」（2013年）

## 船上コンサート
- ワールドクルーズの客船「飛鳥」、「飛鳥Ⅱ」、客船「ぱしぃふぃっくびいなす」の北欧部分にて特別船上コンサート＆講演。
- ノルウェー湾岸客船「フッティルーテン」にて、船上コンサート多数。

## イベント
- ポーラ美術館「バレンタインコンサート」（2004、2005年）
- 三鷹の森ジブリ美術館」クリスマスコンサート（2005年）
- 平安神宮「紅しだれコンサート2007」（2007年）
- 銀座シャネル主催　山瀬理桜スペシャルコンサート（2006，09年）
- SASEBO99「Music Festival in HUIS TEN BOSCH」（2007年）
- 横浜トリエンナーレ「ノルウェー音楽の夕べ」（2008年）
- スカンジナビア政府観光局主催「北欧展」「トラベルセミナー」など多数、演奏＆司会で出演。
- 旅行説明会（JTB、クラブツーリズム、ニッコウトラベル）など多数出演。
- アウディ、エルメス、ミキモト等のイベントに出演。

## テレビ・ラジオ
- NHK「スタジオパークからこんにちは」（2004年）
- TOKYO FM「八塩圭子クラシック・マイ ハート　ストリング」（2004年）
- J-WAVE「クラシックカフェ」（2004年）
- J-WAVE「ビバアクセス」（2004年）
- TBSラジオ「大沢悠里のゆうゆうワイド」）（2004年）
- テレビ東京「音遊人」（2004年）
- 中京テレビ「女優魂」（2005年）
- BSフジ「リラックス音楽館」（2005年）
- TBSラジオ「グッドモーニングジャパン」（2005年）
- Sky Perfec TV! 267ch 「ゲド戦記」音図鑑（2006年）
- NHK-FM「名曲リサイタル」（2007年）
- 朝日放送ラジオ「ドッキリ!ハッキリ!三代澤康司です」（2007年）
- NHKラジオ第1放送「ラジオビタミン」
- J-WAVE「クラシックカフェ」
- NHK-BS「ぴあのぴあ」（2007年）
- BSフジ「大使館の食卓」（2010年）
- BS朝日「世界の船旅」
- OHK岡山放送「日本に恋した理由」（2010年）
- OHK岡山放送「温たいむ」（2010年）
- MBSラジオ「ありがとう浜村淳です」（2007年）
- Tokyo FM系列JFN「ヒルサイドアベニュー」（2004年）
- エフエム横浜「E-ne!~good for you~」（2010年）
- J-WAVE「TOKYO MORNING RADIO」（2010年）
- かわさきエフエム79.1MHz 「かわさきUPSTREAM」（2011年）
- NHK「こんにちはいっと6けん」（2011年）
- Sky Perfec TV! 262ch「大使の招待状～地球をめぐろう～」＃9（ノルウェー王国編）（2013年）
- Eテレ「ららら♪クラシック」（2013年）
- BSフジ「ブラマヨ弾話室」（2020年）
- OHK岡山放送「MUSIC TRIBE TV」（2021年）
- エフエム世田谷「えーろうの医師の上にも３年」（2022年）
- 渋谷のラジオ「渋谷のチキチキラジオ」（2022年）
- エフエム滋賀「Joshin presents GO!GO! TALK SHOW」（2022年）
- RSKラジオ「あもーれ!マッタリーノ」（2022年）
- DARAZ FM 79.8「ほのまるのはす向かいのナイスガイ‼」（2022年）
- 日本海テレビ「スパイス‼」で書籍が紹介される（2022年）
- 青森放送ほか全国12局「身近なことからSDGs」（2022年）
- 文化放送「鎌田實×村上信夫　日曜はがんばらない」（2022年）
- 文化放送「カラフルブーケ」（2022年）
- OHK岡山放送「ミルンへカモン! なんしょん?」ゲスト（2022年）
- BSよしもと「Cheeky’s Cast 2」（2022年）
- J-WAVE「ANA WORLD AIR CURRENT」（2022年）
- J-WAVE「ENEOS FOR OUR EARTH -ONE BY ONE-」（2022年）
- ラジオ日本「きのうの続きのつづき」（2022年）
- 文化放送「カラフルレンズ」ゲスト（2022年）
- 東北放送ラジオ「GOGOは みみこいラジオな気分」『週刊SDGsのすすめ』のコーナー（2022年）
- 和歌山放送「CHRISTMAS SHOWROOM」（2022年）
- レインボータウンFM「Life Teller Time」[13]（2022年）
- BSよしもと「ワシんとこ・ポスト」（2022年）
- ラジオ日本「ヒューマントーク~あの日あの時~」マンスリーゲスト（2023年）[14]
- シブヤクロスFM「地域創生・SDGｓ「ひと・こと・もの」を元気！にする番組」（2023年）
- ニッポン放送「渡部陽一 明日へ喝！」（2023年）[15]
- ラジオNIKKEI第1「小塚アナの褒めタイム」（2023年）[16]
- FMヨコハマ「Baile Yokohama」（2023年）
- テレビ東京「開運！なんでも鑑定団」（2023年）[17]

### 海外番組
- ノルウェー国営放送NRK-Hordaland「Pistriktssending」（2004年）
- ノルウェー国営放送NRK-P1「Reiseradioen」（2004年）
- ノルウェー国営放送NRK-P2「Folkemusikktimen」（2004年）
- ノルウェー国営放送NRK-P2「Midt i Musikken」（2004年）
- ノルウェー国営放送NRK1「FIS世界選手権大会」（2007年）
- ノルウェー国営放送NRK1「Gratulerer med dagen」（2008年）

## 書籍
- 「悪いのはお天気ではなく、着ている服だ。」～平等な国、北欧流「幸せ」の在り方～　出版文化社（2022年）

## CM
- セキスイハイム40周年記念CM「宣言編」の音楽に、ヴァイオリンソロで参加。

## 新聞・雑誌・web
- 弦楽情報誌「サラサーテ」（2004年2月、11月、2005年2月、8月）
- 国際人流（財団法人入管協会発行）（2004年）
- 山野楽器発行クラシック新譜情報誌「Varie 2004,5月号」（2004年4月1日）「New Release Pick」
- 音楽出版社「CDジャーナル」（2004年4月1日）「今月の推薦盤」にて、CD「ゴールデンオーロラ」が掲載。
- 弦楽専門誌「ストリング」7月号（2004年7月、2005年9月、2006年1月）
- スカンジナビア政府観光局発行、季刊誌「サスティナブル・スカンジナビア」（2004年11月10日発行）
- スカンジナビア航空機内誌／日本語版「Scanorama」 （2005年4月～9月号）
- 「ロフィシェル ジャポン」（7月20日発売）（トニータナカのマダム交遊録）
- 「ぴあ」（2005年7月28日）
- 「ぶらあぼ」 （2005年8月1日発行）
- 音楽情報誌「Magi」8月号（2005年8月1日発行）
- 音楽の友（2005年8月20日発売）
- 季刊「弦楽ファン・AUTUMN」～Vol.2～（2005年9月）
- 産経新聞月刊誌「モーストリー・クラシック」11月号（2005年9月）
- ヤマハ「音遊人（みゅーじん）10月号」（2006年8月、2007年6月）
- スカンジナビアン・スタイル　Vol.11（2007年1月15日発行）「北欧びと」に掲載。
- 朝日新聞「天声人語」にて“日本唯一のハルダンゲル奏者”として紹介される。（2007年9月3日掲載）
- 音楽の友　4月号（2007年3月17日）「特集Ⅰ　シベリウス没後50年・グリーグ没後100年に寄せて」
- ecocolo「エココロ」No.18号（2007年8月）「グリーグメモリアルコンサート2007」について
- 特別編集ぴあクラシック　2007 秋Vol.4（2007年9月8日発行）
- 兵庫県立美術館発行「アートランブル」Vol.18（2008年３月）特別寄稿「ムンクの太陽」が掲載。
- 日本経済新聞文化面（2010年5月17日）
- 音楽現代 3月号（2011年2月15日発行）
- 教育芸術社 「音楽の鑑賞資料と基礎学習（改訂）」2012年4月1日発行　中学校1-3年生向け教科書
- 「日本の演奏家―クラシック音楽の1400人」（2012年7月）現在クラシック音楽界で活躍する1,267人と、明治以降日本の音楽史に功績を残した先人134人のなかに、ヴァイオリニストとして紹介された。
- 光文社「STORY（ストーリー）5月号」（2013年4月1日発行）連載「私の服にはSTORYがある」
- 北欧フェスティバル2014「クリスマス公式ガイドブック」（2014年12月発行）
- 情報誌「Vivace ヴィヴァーチェ」新年号（2013年12月25日発行）
- スマートFLASH「女子アナ日下千帆の『美女は友達』」（2020年7月23日配信）
- NMB48の難波自宅警備隊#93「難波式まなび舎」音楽講師として出演（2020年10月）
- Yahoo!ニュース中西正男のなにわ芸能かわら版「幸福度ランキング上位の国・ノルウェーの親善大使を務めるヴァイオリニスト・山瀬理桜が考える“幸せ”とは」（2021年12月22日配信）[18]
- 日本養殖新聞（2022年1月）
- 表参道・原宿限定ファッションフリーマガジン「Omosan Street」（2022年2月1日配信）
- 株式会社Begin「Lala Begin」（2022年2月10日配信）
- マガジンハウス「クロワッサン」おすすめの本（2022年3月25日発行）
- ハースト婦人画報社「婦人画報」養生日記（5月号）（2022年4月1日発行）
- 夕刊マリオン「論説委員室から〜窓〜」夕刊マリオン「民族音楽の旅」
- 文芸・本のニュースサイト「ナニヨモ」『最新エッセイ情報』で書籍紹介（2022年8月）
- 新潮社「週刊新潮」掲示板コーナー（2022年11月2日発売号）
- AktioNote アクティオノート「山瀬理桜さん　バイオリニスト・ハルダンゲルバイオリニスト〈インタビュー〉「幻の楽器」に導かれ、北欧流の「幸せ」を追い求める」（2022年）[19]
- 日本ブラジル中央協会発行「ブラジル特報　2023年1月号」にエッセイを寄稿（2023年）[20]

### 海外の雑誌・新聞
- ノルウエー王国の新聞「Aftenposten」（2004年）
- ノルウェー王国の新聞「VALDRES」（2004年）
- ノルウェー王国の新聞「Budstikk」（2005年）
- ノルウェー王国の新聞「Aftonposten」（2006年）
- ベルゲンの新聞「BERGENS　TIDENDE　Del-2」（2007年）
- 西ハルダンゲル地方会報誌「HELG I HARDANGER」表紙（2009年）
- 西ノルウェー・ハルダンゲル地方の新聞「HARDANGER FOLKEBLAD」（2009年）
- ホーダランド地方の新聞「Hordaland Newspape」（2010年）

## 講演・レクチャー
- 朝日カルチャーセンター（新宿・横浜・埼玉）
- 「山瀬理桜　北欧音楽レクチャー&コンサート」多数出演。
- NHKカルチャーセンター「デンマーク大使館　レクチャー&コンサート」
- エリザベト音楽大学企画「公開講座」（2006年）
- 浜松市楽器博物館「レクチャーコンサート」（2007年・2011年）
- 東京新聞企画&主催フォーラム「山瀬理桜さんとノルウェー」（2008年）
- 佐賀大学本庄キャンパス「特別講義」（2011年・2012年）
- 東京工業大学主催ノルウェー・ウィーク「山瀬理桜・特別講座」（2012年）
- 客船「飛鳥II」船上講演会「ヴァイオリニスト山瀬理桜の感じた、北欧音楽と文化の今。」（2014年）
- 関西学院大学の全学科目・北欧研究入門科目で「ノルウェー概説」の講義を非常勤講師として担当（2019年から ）
- とっとり琴浦熱中小学校（2022年）[21]
- 鳥取県立倉吉農業高等学校（2022年）